# The HMV/Parlophone Singles '88-'95
The HMV/Parlophone Singles '88-'95' è un album raccolta del cantante inglese Morrissey, pubblicato il 12 ottobre del 2009 dalla EMI.
Raccolta tripla con tutti i singoli di Morrissey, pubblicati durante il suo periodo con l'etichetta EMI, dal 1988 al 1995. Il materiale, in realtà, era già stato ripubblicato nel 2000, all'interno dei due cofanetti, The CD Singles '88-91' e The CD Singles '91-95'.
L'immagine della copertina è una foto di Morrissey scattata da Anton Corbijn e già utilizzata nel booklet del CD dell'album di debutto di Viva Hate.

## Tracce

### CD 1
1. Suedehead
2. I Know Very Well How I Got My Name
3. Hairdresser on Fire
4. Oh Well I'll Never Learn
5. Everyday Is Like Sunday
6. Sister I'm a Poet
7. Disappointed
8. Will Never Marry
9. The Last of the Famous International Playboys
10. Lucky Lisp
11. Michael's Bones
12. Interesting Drug
13. Such A Little Thing Makes Such a Big Difference
14. Sweet And Tender Hooligan (live at Wolverhampton, 1988)
15. Ouija Board, Ouija Board
16. Yes, I Am Blind
17. East, West
18. November Spawned a Monster
19. He Knows I'd Love to See Him
20. Girl Least Likely To
21. Piccadilly Palare
22. Get Off the Stage
23. At Amber

### CD 2
1. Our Frank
2. Journalists Who Lie
3. Tony The Pony
4. Sing Your Life
5. That's Entertainment
6. The Loop
7. Pregnant for the Last Time
8. Skin Storm
9. Cosmic Dancer (live at Utrecht, 1991)
10. Disappointed (live at Utrecht, 1991)
11. My Love Life (UK version)
12. I've Changed My Plea To Guilty (UK version)
13. There's A Place In Hell For Me and My Friends (live at KROQ Radio)
14. We Hate It When Our Friends Become Successful
15. Suedehead (live at Hammersmith Odeon, 1991)
16. I've Changed My Plea To Guilty (live at Hammersmith Odeon, 1991)
17. Pregnant for the Last Time (live at Hammersmith Odeon, 1991)
18. Alsatian Cousin (live at Hammersmith Odeon, 1991)
19. You're the One for Me, Fatty
20. Pashernate Love
21. There Speaks a True Friend

### CD 3
1. Certain People I Know
2. Jack The Ripper
3. You've Had Her
4. The More You Ignore Me, the Closer I Get
5. Used To Be A Sweet Boy (UK version)
6. I'd Love To
7. Hold On to Your Friends
8. Moon River
9. Moon River (extended)
10. Interlude
11. Interlude (extended)
12. Interlude (instrumental)
13. Boxers
14. Have-A-Go Merchant
15. Whatever Happens, I Love You
16. Sunny
17. Black-Eyed Susan
18. Swallow On My Neck